# Tinamú ala-roig
El tinamú ala-roig (Rhynchotus rufescens) és una espècie d'ocell de la família dels tinàmids (Tinamidae) que viu a praderies, al nord de Bolívia, Brasil oriental, el Paraguai, Uruguai i nord de l'Argentina.